# باله ملی لهستان

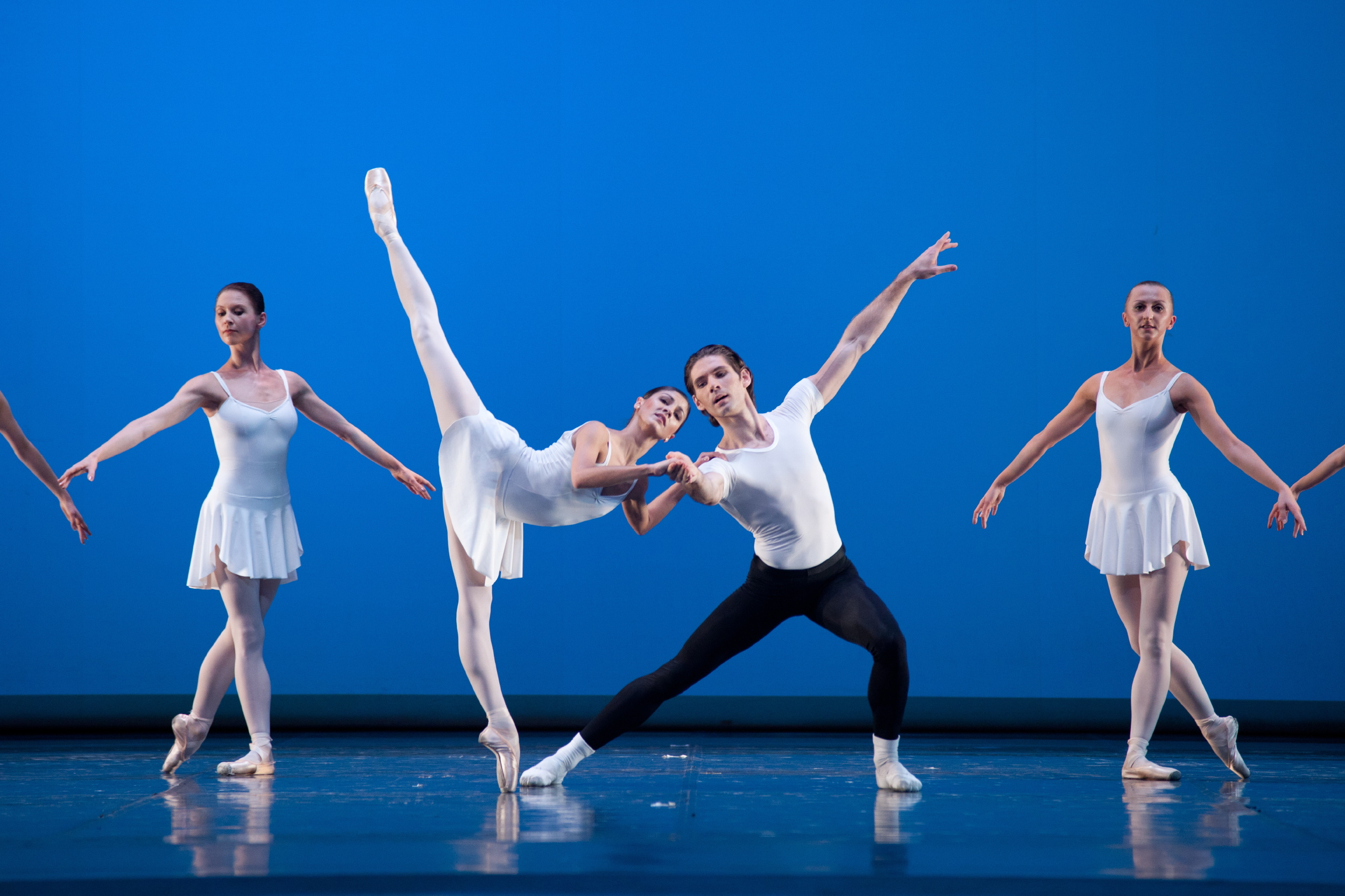
Maria Żuk و Vladimir Yaroshenko رقصندگان باله ملی لهستان حین تمرین.

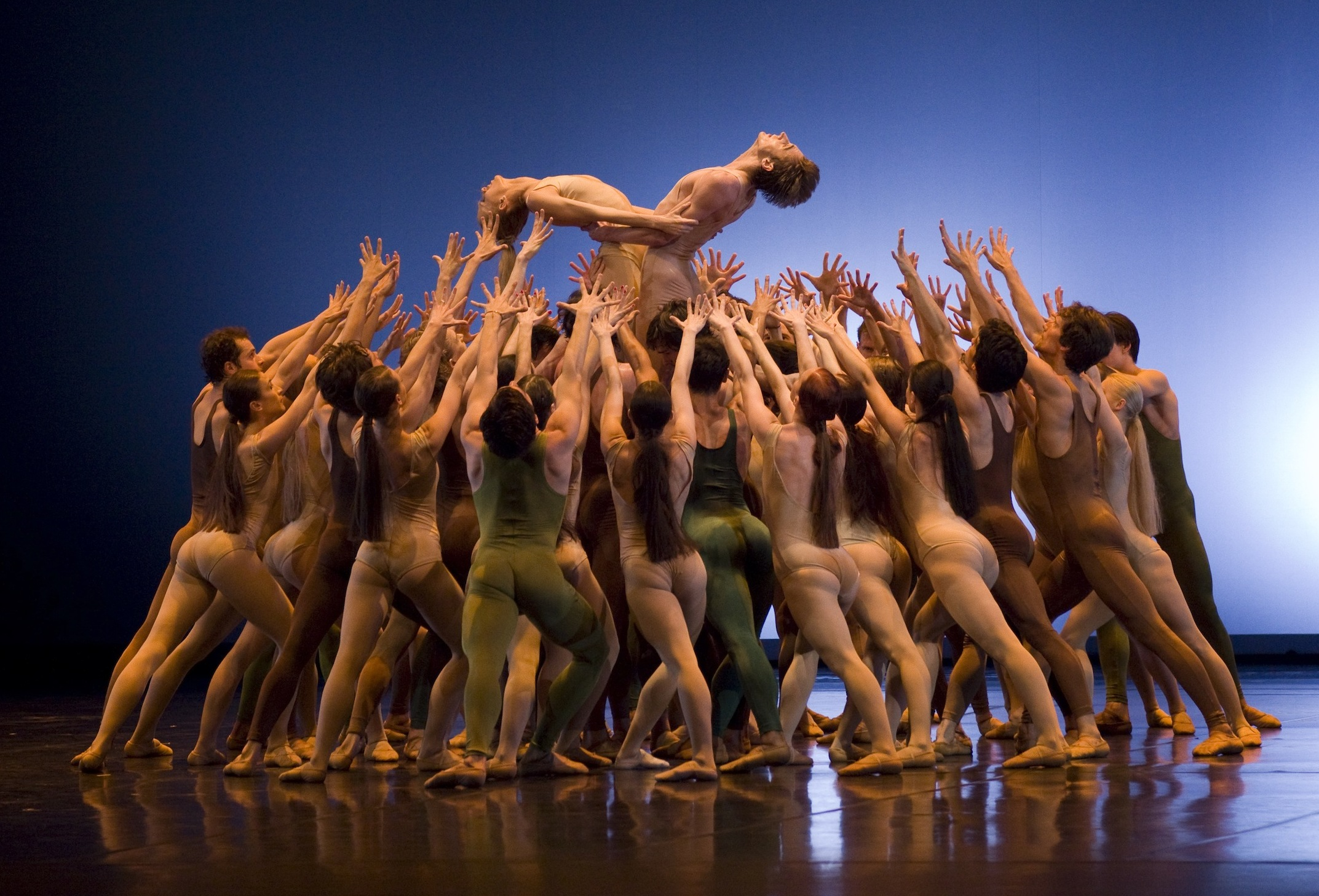
اجرایی از بالهٔ پرستش بهار، اثر موریس بژار که توسط باله ملی لهستان اجرا شده‌است.

بالهٔ ملی لهستان (به لهستانی: Polski Balet Narodowy) یک سازمان هنری است که به تولید و اجرای باله در کشور لهستان می‌پردازد. باله ملی لهستان در گراند تئاتر ورشو (en) مستقر است.
هم‌اکنون کریشتوف پاستور (en)، رقص‌پرداز و مدیر هنری بالهٔ ملی لهستان است.

## تاریخچه
در سال ۱۷۶۵ میلادی، بالهٔ لهستان به فرمان استانیسلاو آگوست پونیاتوفسکی، پادشاه لهستان ایجاد شد.